# Григоращук, Рахиля Юрьевна
Рахиля Юрьевна Григоращук (1920—2014) — советский передовик производства в сельском хозяйстве. Герой Социалистического Труда (1971).

## Биография
Родилась 10 октября 1920 года в селе Мамаевцы в крестьянской семье.
В 1948 году вступила в колхоз села Мамаивцы Кицманского района обычной колхозницей. В 1949 году была назначена звеньевой этого колхоза.
В составе звена было семь девушек, которые обрабатывали 5—7 гектаров. Постепенно звено выросло до тридцати человек, а обрабатываемая площадь увеличилась до 80—90 гектаров. Звену удалось добиться стабильных высоких урожаев сахарной свёклы — до 460 центнеров с гектара.
26 апреля 1963 года и 31 декабря 1965 года Указом Президиума Верховного Совета СССР «за высокие трудовые достижения» Рахиля Юрьевна Григоращук была награждена медалью «За трудовую доблесть» и орденом Трудового Красного Знамени.
Р. Ю. Григоращук неоднократно принимала участие в Выставках достижений народного хозяйства Украинской ССР и СССР. В 1970 году звеном под руководством Р. Ю. Григоращук был получен рекордный урожай — 577 центнеров сахарной свёклы и 75 центнеров кукурузы на зерно с гектара.
8 апреля 1971 года Указом Президиума Верховного Совета СССР «за выдающиеся успехи, достигнутые в развитии сельскохозяйственного производства и выполнении пятилетнего плана продажи государству продуктов земледелия и животноводства» Рахиля Юрьевна Григоращук была удостоена звания Героя Социалистического Труда с вручением ордена Ленина и золотой медали «Серп и Молот».
Помимо основной деятельности Р. Ю. Григоращук избиралась делегатом XXIV съезда КПСС (1971), депутатом Черновицкого областного, Кицманского районного и Мамаевецкого сельского Советов депутатов трудящихся.
Продолжала работать в колхозе до выхода на заслуженный отдых.
Жила в селе Мамаевцы Кицманского района Черновицкой области. Умерла 17 сентября 2014 года.

## Награды
- Медаль «Серп и Молот» (8.04.1971)
- Орден Ленина (8.04.1971)
- Орден Трудового Красного Знамени (31.12.1965)
- Медаль «За трудовую доблесть» (26.04.1963)